# Filmski proces
Filmski proces je proces izdelave filma, kot avdiovizualnega avtorskega dela. Sem spada pet večjih sestavnih faz procesa, ki si sledijo po zapisanem vrstnem redu: razvojna faza, pred-produkcija, produkcija, post-produkcija in distribucija z marketingom. Filmska produkcija velja za eno izmed najbolj tveganih ekonomskih panog za financerja, saj je dejavnikov, ki vplivajo na to, ali bo film uspešen na različnih platformah, odvisen od veliko dejavnikov, ki jih je včasih nemogoče predvideti (sploh trendov, ki se spreminjajo v času, ko je film že v globoki fazi proizvodnje in nihče nič več ne more spreminjati).

## Glavne faze
- Razvojna faza — (sinonimom ″razvoj″), dokonča in razvije se scenarij, ključni filmski kadri so izbrani itd.
- Pred-produkcija — pripravi se vsa dokumentacija, izbere se vso igralsko zasedbo in sestavi celotno filmsko ekipo itd.
- Produkcija — t. i. filmska proizvodnja, v tej fazi se film fizično posname v začrtanem planu na zunanjih ali notranjih lokacijah.
- Post-produkcija — obdelava vsega avdio-vizualnega materiala, ki pride v poštev.
- Distribucija — cilji so: najti ciljno skupino filma, oglaševati film in najti distributerja, ki bo prenesel film prikazovalcu (kinematografu), ki ga bo prikazoval.

### Razvojna faza (Development)
Je prva faza v filmskem procesu. Navadno producent išče kvalitetne scenarije, ki imajo komercialno vrednost. Včasih producent najde dobro idejo in najde scenarista, ki bo idejo spremenil v zgodbo in prvo verzijo scenarija, a če z njim ni zadovoljen se le-ti velikokrat menjajo, kjer lahko pride do izkoriščanja. Ko producent najde primernega, ga skupaj s pomočjo scenarista (ali več scenaristi, če s prvim ni zadovoljen) razvije do mere, ki bi bila sprejemljiva za kupca (studio; financerja; distributerja itd.). S tem sprva tvega in začasno odkupi osnovne materialne pravice (t.i. ang. ''option period'') največkrat s svojim lastnim denarjem in si zada, da v nekem določenem roku poskuša najti studio, ki bi film financiral oziroma našel vsaj distributerja, ki bi izdelek ponesel med občinstvo (če kupca ne najde, se lahko dogovori za podaljšanje roka iskanja pri odkupu pravic za določen čas ali opusti avtorske pravice in je pred-pogodba preklicana in s tem vse avtorsko-materialne pravice znova pripadejo scenaristu). Pri osnovnem odkupu pravic scenarist tvega, ker producentu daje ekskluzivno pravico, kar pomeni, da v dogovorjenem času ne sme in ne more prodati scenarija drugemu interesentu, čeprav je avtor, ni lastnik avtorskega dela, določene avtorske pravice še vedno veljajo in pripadajo scenaristu, kljub odkupu.
Neodvisni producenti velikokrat poskušajo najprej s tem, saj vedo, da bodo film težko distribuirali sami - stroški distribucije in marketinga so navadno primerljivo visoki s samim proračunom filma. Velikokrat je lahko prodajna uspešnost odvisna od tega, kdo je projekt podprl, veliko lažje bo neodvisni producent dobil distribucijsko pogodbo s studijem, če bo pri projektu sodeloval kakšen vidnejši igralec ali član ekipe (celo producent sam, če ima sloves znotraj industrije).
Velikokrat imajo producenti dogovorjeno sodelovanje, da za studio vsako leto producirajo točno določene filmske žanre, znotraj katerih so strokovnjaki. Malokrat se zgodi, da so producenti uspešni znotraj več zvrsti oziroma žanrov, saj je opredeljenost znak, da imajo več izkušenj v opredeljenem žanru oz. zvrsti in so posledično tam tudi bolj uspešni in studio z njihovim sodelovanjem manj tvega. Ti producenti prek studia producirajo filme, kar pomeni, da so vse produkcijske pisarne v prostorih studia, tako pa večjo kontrolo nad produkcijo filma drži ravno - studio.
Ko je urejeno sodelovanje s studiem oziroma vsaj z distributerjem, se prične iskati ključne filmske kadre (režiser, koproducent, direktor fotografije, montažer, filmski skladatelj, ključni igralci, ki niso izbrani prek avdicije, ampak prek preferenc studia, producenta ali režiserja itd.). Osnovna ''premisa'' zgodbe je v tem procesu že znana javnosti.
Ta proces je navadno najdaljši in zahteva veliko mero vztrajnosti (večina projektov v tej fazi ''umre'') in ima veliko pravno-formalnih preprek, ki jih je potrebno rešiti preden studio film spusti v produkcijo (ang. ''green-lit'') in s tem tvega veliko vloženega denarja. Ta faza je najpomembnejša s stališča kvalitete scenarija. Velika verjetnost je, da se potrjeni scenarij po ''green-lit-u'' ne bo več bistveno spreminjal, kar pomeni nevarnost prodajnih rezultatov, če je scenarij sam po sebi slab.
Producent lahko pravi scenarij išče več let, tudi razvija se ga lahko več let. Dobri primer za to je film Avatar.

### Pred-produkcija (Pre-Production)
Pred-produkcija je najpomembnejša faza s stališča organizacije. Filmski navdušenci to fazo največkrat zamenjujejo z razvojno fazo. Bistvena razlika med razvojno in pred-produkcijsko fazo je v garanciji proizvodnje. V razvojni fazi projekt uradno še ni na nogah, če pa projekt studio spusti v pred-produkcijo, se navadno ne bo več ustavil in ga bodo producenti na vsak način poskusili realizirati, ker imajo zanj tudi zagotovljen proračun. Že samo ime pove: ''pred'' produkcija, torej faza, preden gre film v proizvodnjo, preden se ga fizično posname.
Če se ekipa v tej fazi ne pripravi, lahko za to trpi končni izdelek. Že samo napaka pri izračunu proračuna, kjer se več denarja porabi za manj pomembne stvari lahko prinese nelagodje, sploh če si omejen (prek studia ali neodvisno) in novega denarja kar tako ne moreš dobiti.
Pri tej fazi se: pripravi snemalna in pravna dokumentacija, urejajo se kadrovske zadeve, organizirajo snemalni dnevi, zgradi se scene, kreira kostume, izbere igralska zasedba na avdiciji in sestavi vsa tehnično-umetniška filmska ekipa itd. Tu potekajo tudi že vse priprave na post-produkcijo.
Večji problem predstavlja tudi hollywoodsko kreativno računovodstvo pri katerem se manipulira s stroški ob koncu distribucije pri izplačilu nadomestila za honorar.

### Produkcija (Production)
Tudi imenovana filmska proizvodnja, v tej fazi se film fizično posname v začrtanem planu na zunanjih ali notranjih lokacijah. Za celovečerne filme lahko število snemalnih dni varira. Glavna filmska ekipa, ki posname prizore, kjer se igralce na končnem izdelku fizično vidi, se imenuje principalna fotografija (ang. ''principal photography'').
Komedije ali drame se lahko posname v 25-35 snemalnih dneh (in polovico toliko za sekundarno fotografijo), trilerje in grozljivke v približno 30-40 snemalnih dneh (vsaj polovico toliko še za sekundarno fotografijo); akcije, pustolovske in ZF-filme pa se lahko snema tudi po 150 pa vse tja do 250 snemalnih dni (miks s sekundarno fotografijo in drugimi enotami). Dobri primer 'neskončno' dolge produkcije je primer trilogija Hobit, kjer so producirali vse tri dele hkrati. Še preden je izšel prvi, so snemali tretje nadaljevanje, na več kontinentih z različnimi ekipami - kar predstavlja velik organizacijski zalogaj ekipe po več tisoč ljudi.

### Post-produkcija (Post-Production)
V tej fazi se najprej zbere ves posnet material iz produkcijske faze, nato se izbere najboljše in se jih avdio-vizualno obdela z več tehničnih in znanstvenih zornih kotov. V tej fazi se ustvarijo in izdelajo tudi napovedniki in ostali televizijski spoti in oglaševalski avdiovizualni materiali, ki bodo morda uporabljeni v marketinški fazi.
V tej fazi se filmski studiji velikokrat poslužujejo zunanjih izvajalcev (npr. izdelava napovednikov - trailer houses, kjer studio trem ali več izbranim podjetjem naroči izdelavo vseh vrst napovednikov, potem pa se odloči za tistega, ki je po njihovem mnenju najboljši (npr. Ponudnik 'A' je bil izbran za izdelavo splošnega napovednika; Ponudnik 'B' je bil izbran za napovednike TV spotov (10-,15-, 20-, 30- in 45-sekundni), Ponudnik 'C' za vse radijske spote; Ponudnik 'D' za 'teaser trailer-je'), lahko pa se tudi zgodi, da izberejo samo enega ponudnika za vse avdio-vizualne marketinške materijale).

### Distribucija (Distribution & Marketing)
Večkrat uporabljen pojem: distribucija z marketingom, je proces, kjer se marketinški oddelki velikih studijev poslužujejo agresivnega oglaševanja filma prek različnih inovativnih metod in metod publicitete prek medijev na bolj oseben način.
Ker film, kot projekt nikoli zares ni končan, je težko reči da ima ta faza neko trajanje. Zagotovo pa ima trajanje prva distribucijska faza. To je prikazovanje filma v kinematografih. Trajanje, ki je odvisno od števila obiskovalcev je lahko vse tja od 2-6 mesecev.
Malokateri producent želi preskočiti to obliko distribucije, ker navadno prinese največ prihodka (tudi do 40 odstotkov). Filmska distribucija je zahtevna in težko obvladljiva za neodvisnega producenta, zato je ključno, da studio prek svojih ustaljenih poti koordinira ne zgolj kinematografsko, temveč tudi ostale distribucijske poti in licenciranje projekta.
Veliko je govora in kritik na račun studijev, ker naj bi s prodajo DVD-jev in Blu-ray nosilcev pričeli prepozno in jih s tem prodajo manj, kot če bi jih pričeli prodajati takoj, ko se film odpre v kinematografih. A studiji so prepričani, da to ne drži, saj s to potezo manj ljudi najde pot do kraje videa (zlorabo oz. piratsko širjenje videa na spletu) in še vedno si večji del ljudi najprej film ogleda v kinu, potem pa se na podlagi všečnosti odloči še za nakup filma na drugih oblikah (npr. DVD nosilci) in s tem istega konzumerja prepričajo, da za ogled filma plača vsaj dvakrat.
Krog filmske distribucije (nacionalna kot mednarodna distribucija prek vseh teritorijev):
- Kinematografska distribucija (osnovna in prva ekskluzivna distribucija)

Sledi si vrsta drugih, sekundarnih oblik (ang. ancillary rights) distribucije:
- DVD-Blu-ray nosilci - distribucija;
- TV sindikacija, licenciranje (najprej 'pay-to TV', npr. HBO, potem pa klasične 'brezplačne' televizije; najprej v državi koder izvira produkcija; npr. ZDA, potem pa tujina);
- Licenciranje sprva:
  - 'premium cable services': HBO Go, Showtime, Cinemax, nato:
  - 'On-Demand', VOD, SVOD: npr. Netflix, Hulu, HBO on-demand, Pickbox, Amazon Prime...).
- Druge oblike: npr. licenciranje na letalih pa je ena izmed zadnjih oblik distribucije (traja lahko tudi 5 in več let, da se bo nek film vrtelo na letalih).

Poleg tega obstajajo še drugi viri prihodkov filmskega izdelka:
- Licenciranje filmske glasbe ali pesmi, narejenih posebej za film (ki se jih proda tako fizičnim (nakup diska s filmsko glasbo), kot pravnim osebam z namenom licenciranja novi, drugi množici);
- ''Merchandising'' prodaja in maloprodajno/veleprodajno licenciranje -odvisno od namena (trgovski izdelki direktnim konzumerjem, prodaja igrač in drugih izdelkov nekih animiranih likov, direktna prodaja majic, lončkov, predmetov in izdelkov nekih sloganov, likov ipd.);
- Licenciranje filmskih enot (npr. licencirani izdelki Tic-Tac v obliki Minionov, ki jih potem prodajajo trgovske verige; ali uporaba imena lika ali fikcijske blagovne znamke iz filma v nekem drugem avtorskem delu ipd.);
- Licenciranje t.i. 'clip-ov'' iz filma, ki se pojavljajo znotraj oddaj; filmov, serij, oglaševalskih materijalov (npr. v nekem filmu bi videli izsek nekega drugega filma vključno z zvokom za 3 sekunde, a bodo ljudje prepoznali za kakšen film gre);
- in druge možnosti.

Maksimalno povečanje možnosti za izčrpanje prihodkov vsakega distribucijskega okna je tudi glavni cilj vsake sekundarne oblike distribucije.